# Hajnsko
Hajnsko je naselje v Občini Šmarje pri Jelšah. Ime v času Nemške okupacije: HAINBERG